# Musée Städel
Le musée Städel ou Institut d'art Städel et galerie municipale — raccourci en « Städel » (allemand : Städelsches Kunstinstitut) —, est l'un des plus importants et des plus célèbres musées d’art en Allemagne, situé à Francfort-sur-le-Main. Véritable joyau et cœur de la « Rive des musées » de la ville.

## Histoire
Le Städel est essentiellement consacré à l'art européen du XIVe au XXe siècle. Avec ses 3 100 peintures, ses 660 sculptures, ses 4 600 photographies et ses 100 000 œuvres graphiques, cette institution fondée en 1815 par Johann Friedrich Staedel - au départ pour abriter sa propre collection privée - compte parmi les collections les plus importantes du monde en présentant un panorama de l'histoire de l'art européen sur près de 700 ans, en passant par Hans Holbein l'Ancien, Hans Holbein le Jeune, Andrea Mantegna, Matthias Grünewald, Altdorfer, Fra Angelico, Francesco Mantegna, Cranach, Botticelli, Dürer, Rembrandt, Veneto, Jan van Eyck et Vermeer jusqu'à Monet, Cézanne, Edgar Degas, Henri Matisse et Pierre-Auguste Renoir, pour finir par Penck, Baselitz et Bacon.
Le bâtiment actuel du Städel, dans lequel l'ensemble de la collection fut installée en 1878, fut sérieusement endommagé par les bombardements des Alliés pendant la Seconde Guerre mondiale. Heureusement les œuvres avaient été transférées à d'autres endroits le temps du conflit.

## Vues du musée

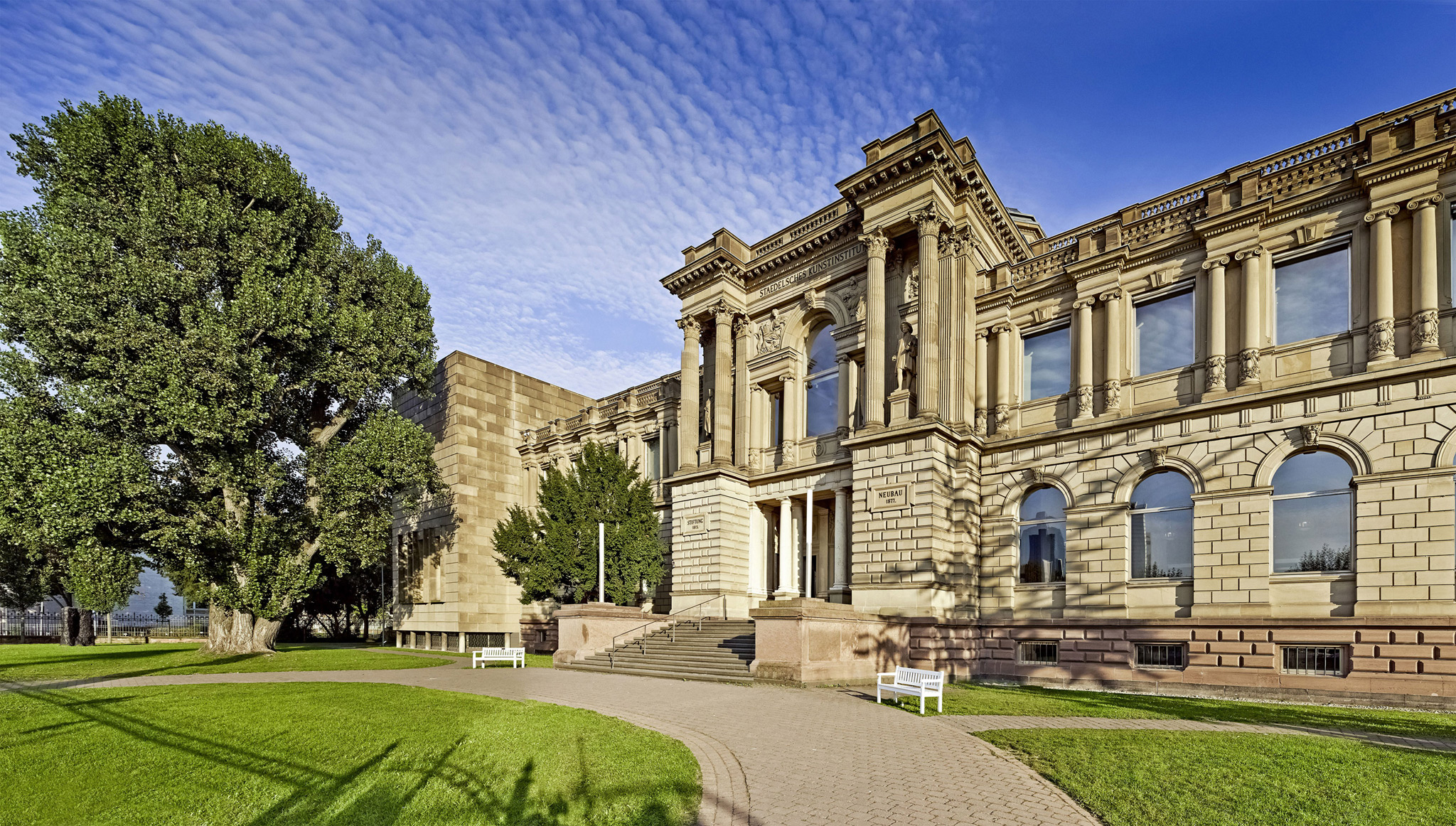
Entrée
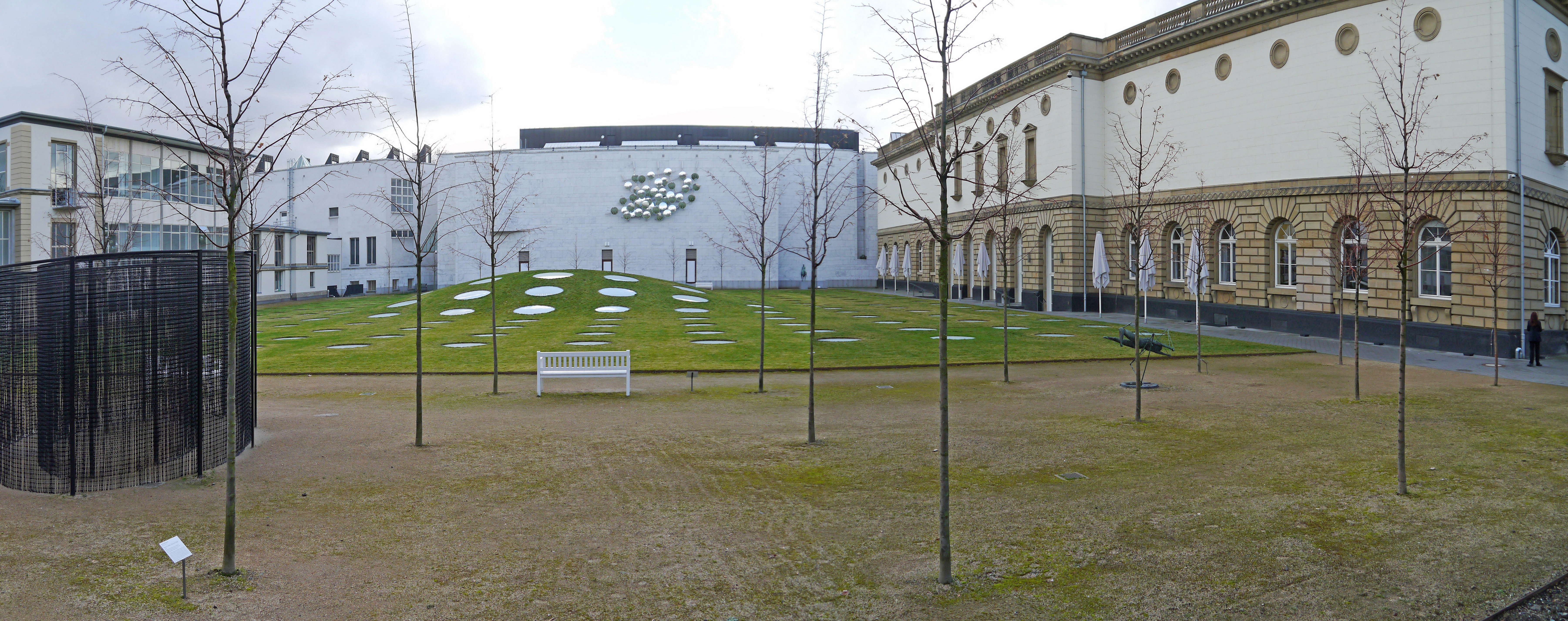
Arrière du musée avec jardin
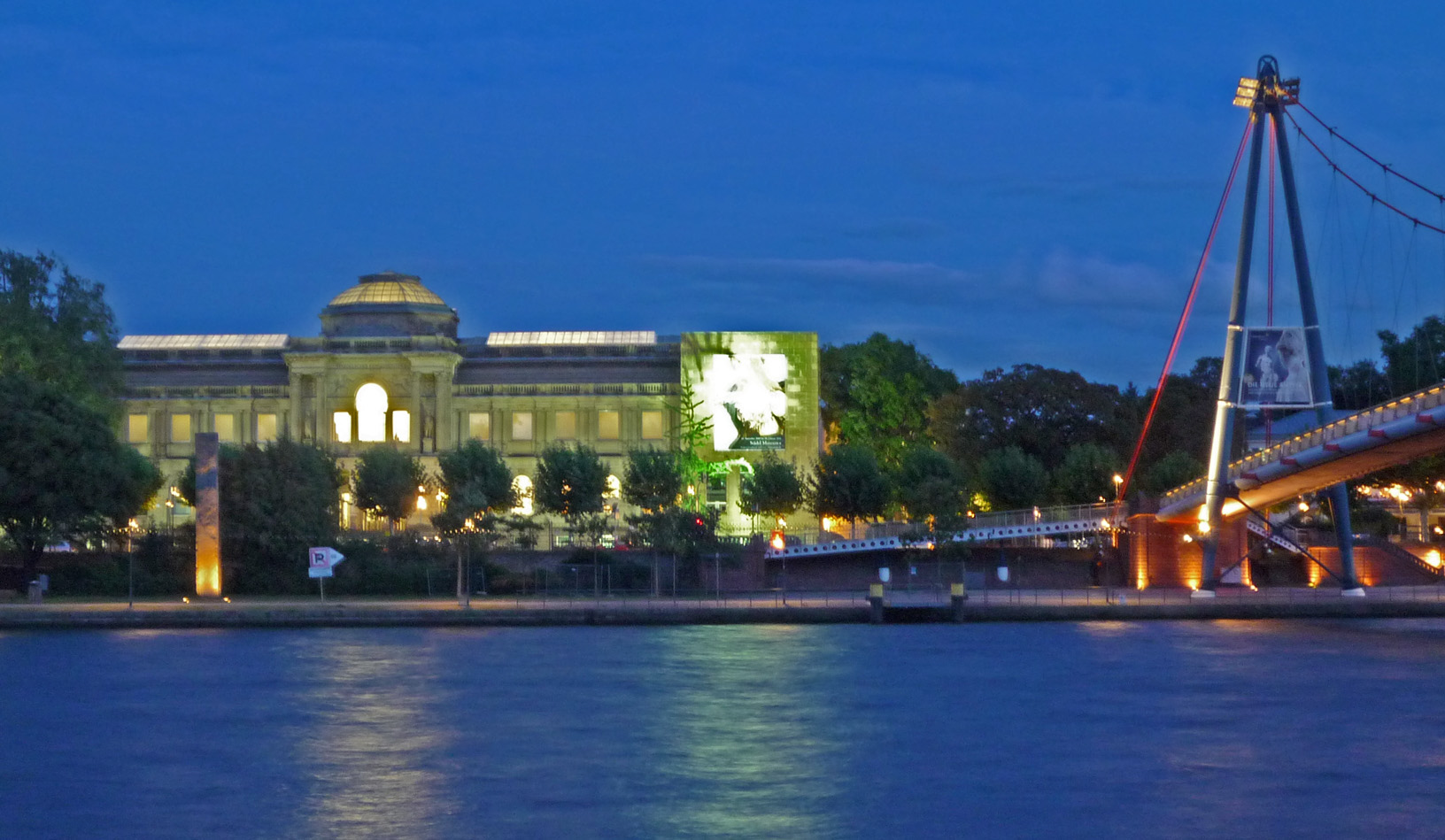
Le musée la nuit
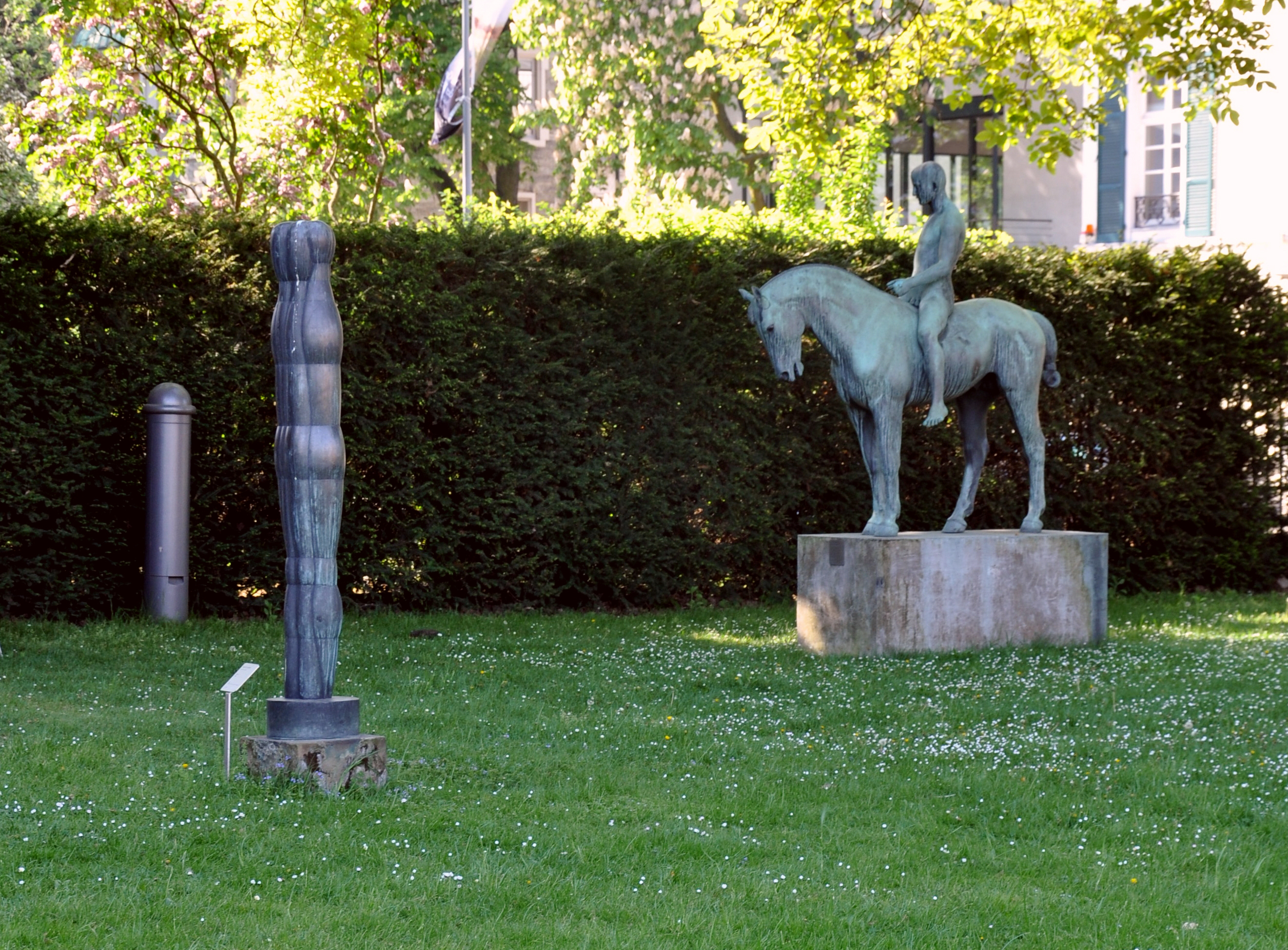
Jardin de sculptures

## Collections
- Fra Angelico : Vierge à l'Enfant et Douze Anges
- Jérôme Bosch : Ecce Homo
- Botticelli : Portrait d'une Jeune Femme
- Bronzino : Portrait d'une dame avec un petit chien
- Campin : Vierge à l'Enfant ; Le Mauvais Larron
- Gustave Courbet : Rue de village en hiver
- Lucas Cranach : Retable de la Sainte Parenté ; Vénus
- Edgar Degas : Musiciens à l'orchestre
- Albrecht Dürer : Retable Jabach; Femme aux cheveux longs
- Johann Heinrich Wilhelm Tischbein : Goethe dans la campagne romaine
- Le Pérugin : La Vierge à l'Enfant avec le petit Saint Jean
- Stefan Lochner : Le Martyre des Apôtres
- Mantegna : Saint Marc
- Edouard Manet : La partie de croquet
- Claude Monet : Le Petit Déjeuner
- Memling : Portrait de l'homme au Bonnet Rouge
- Picasso : Portrait de Fernande Olivier
- Rembrandt : L'Aveuglement de Samson
- Adriaen van Stalbemt : Paul et Barnabé à Lystre
- Rogier van der Weyden : Madone des Médicis
- Van Eyck : Vierge de Lucques
- Vermeer : Le Géographe
- Bartolomeo Veneto : Portrait idéalisé d'une courtisane en Flore
- Andy Warhol
- Januarius Zick

À noter qu'à côté de l'exposition permanente, ont lieu aussi des expositions temporaires en collaboration avec d'autres musées internationaux.

## Galerie

### Moyen Âge

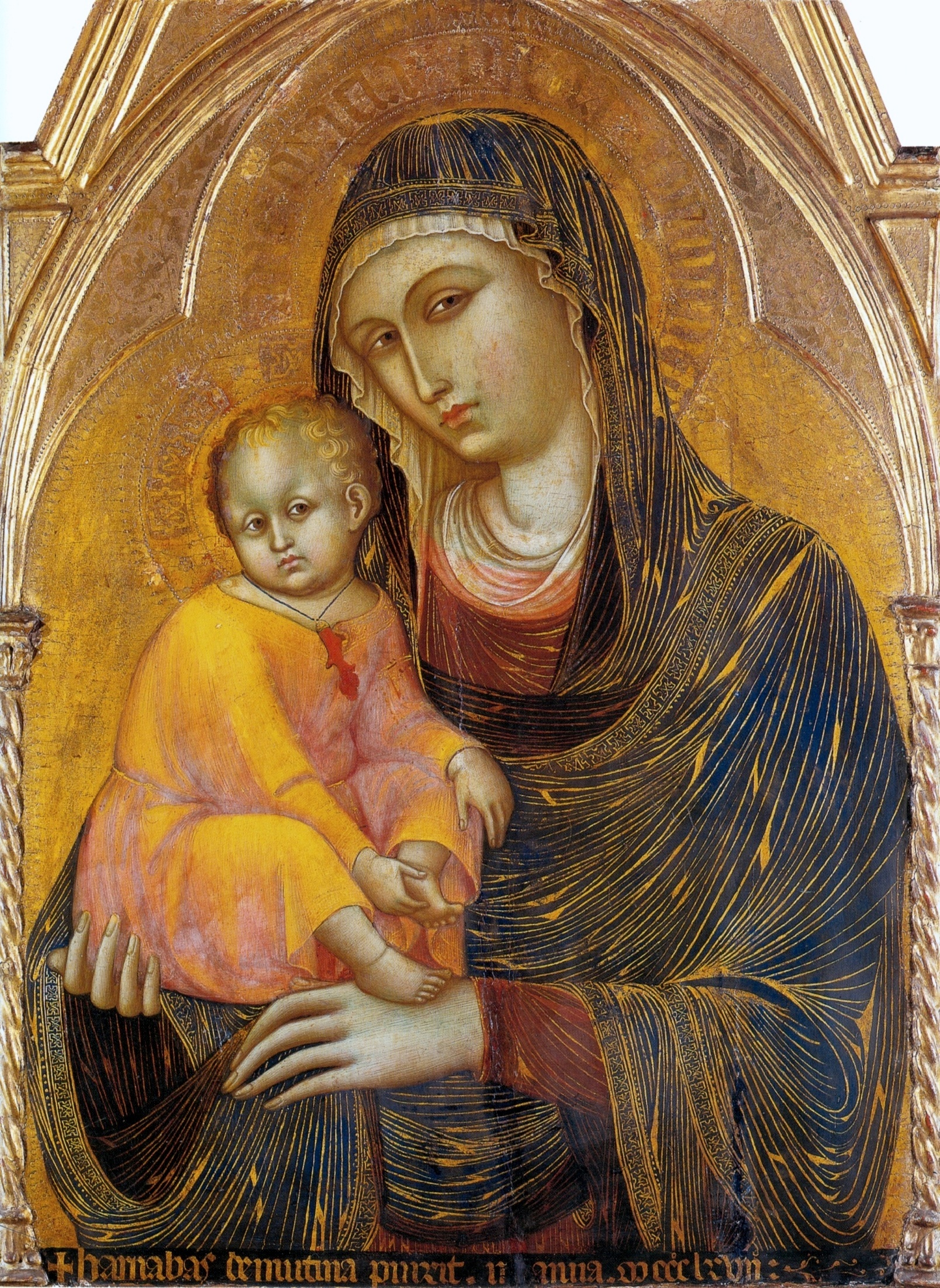
Madone à l'enfant de Barnaba da Modena, 1367
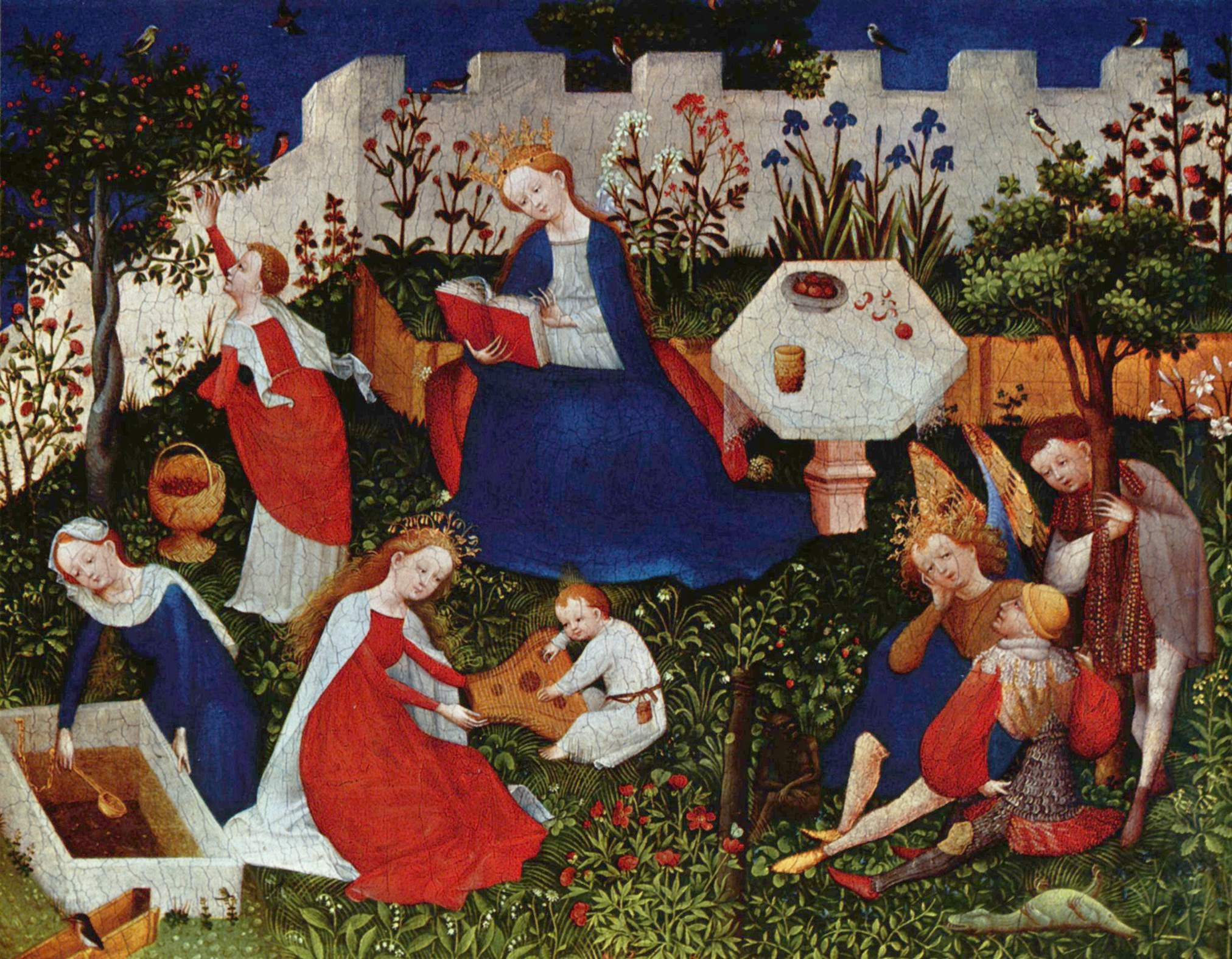
Maître du haut Rhin, Le Jardin de Paradis, vers 1410
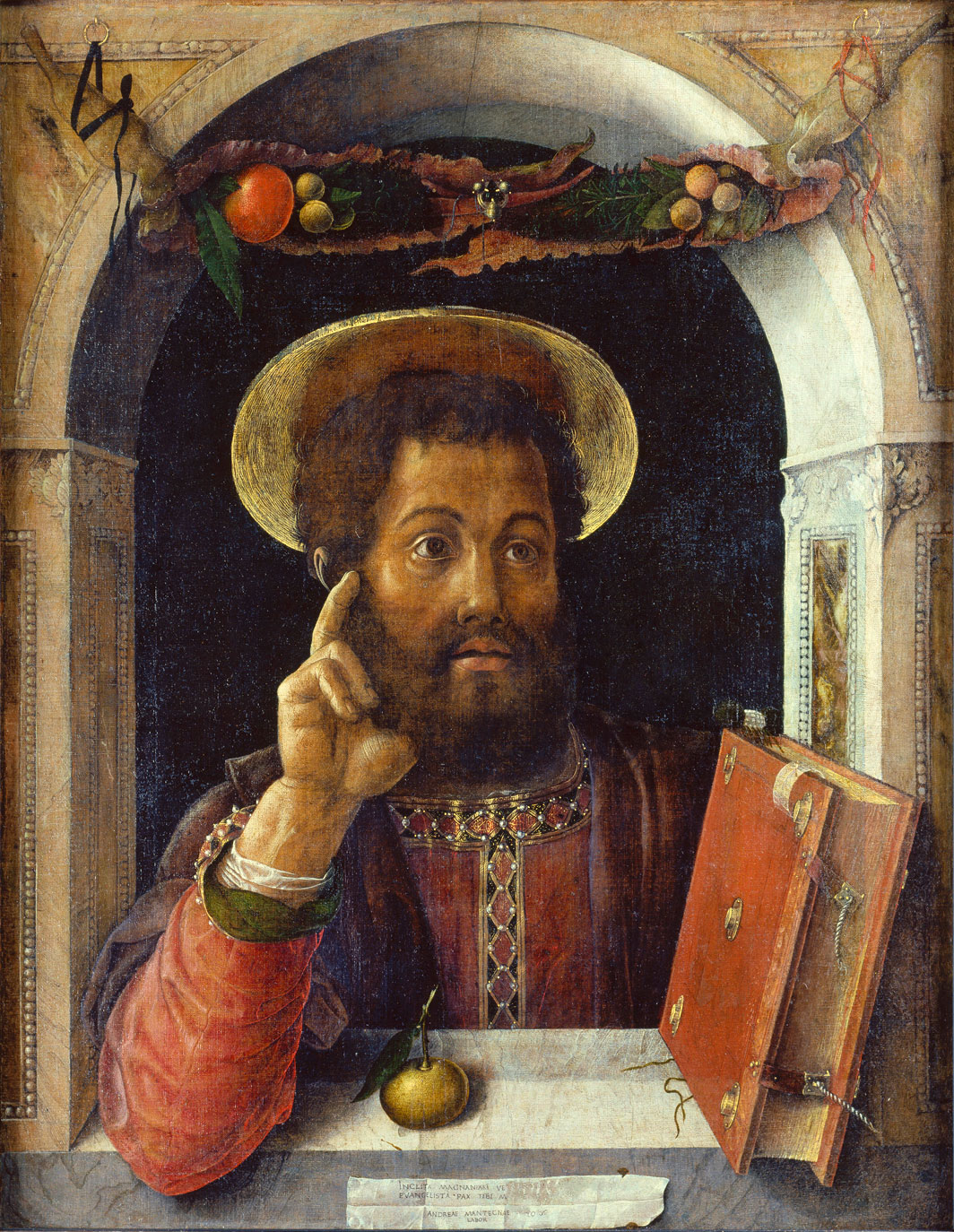
Andrea Mantegna, Saint Marc, 1447-1448

### Renaissance

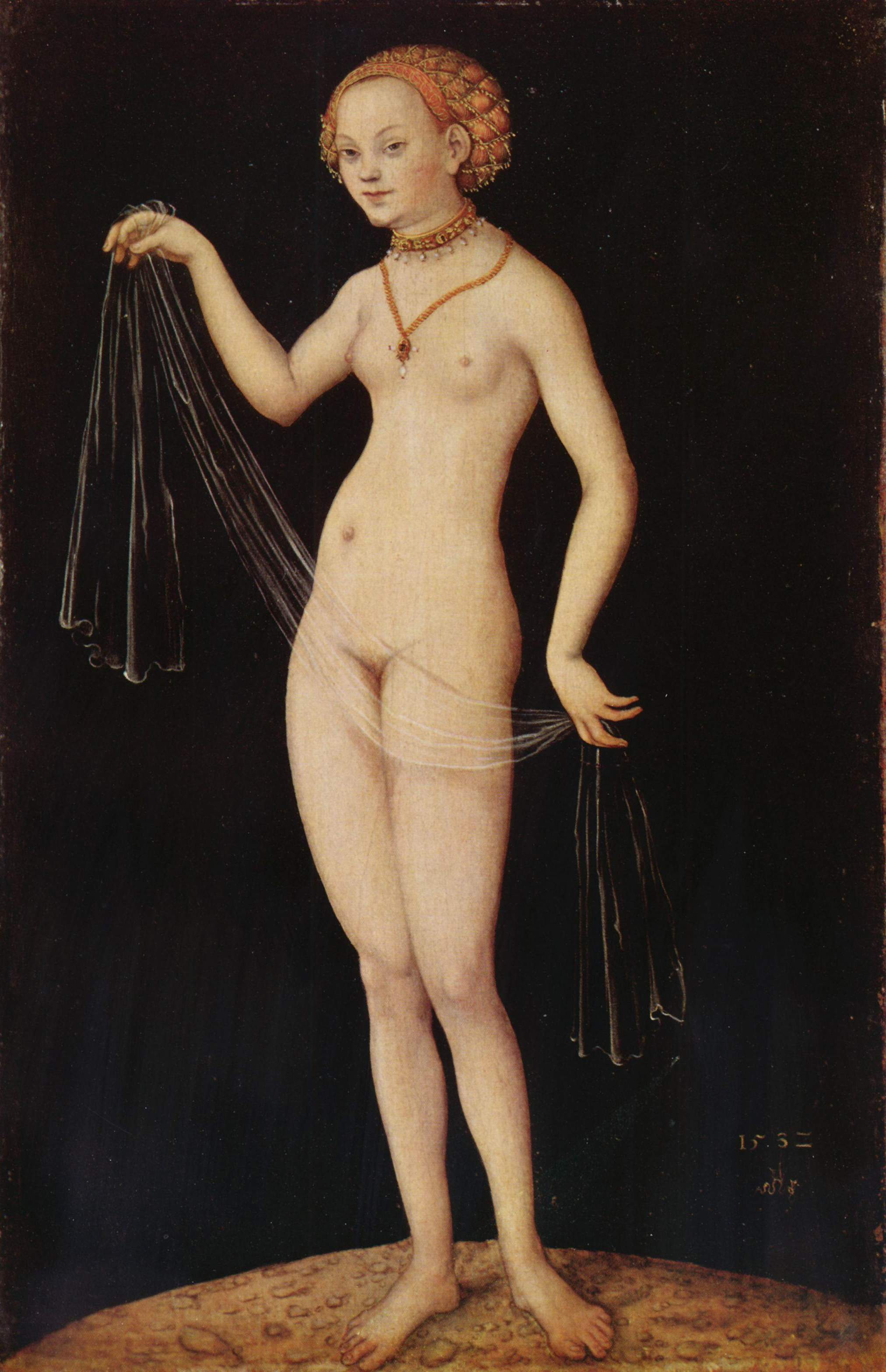
Lucas Cranach, Vénus, 1532
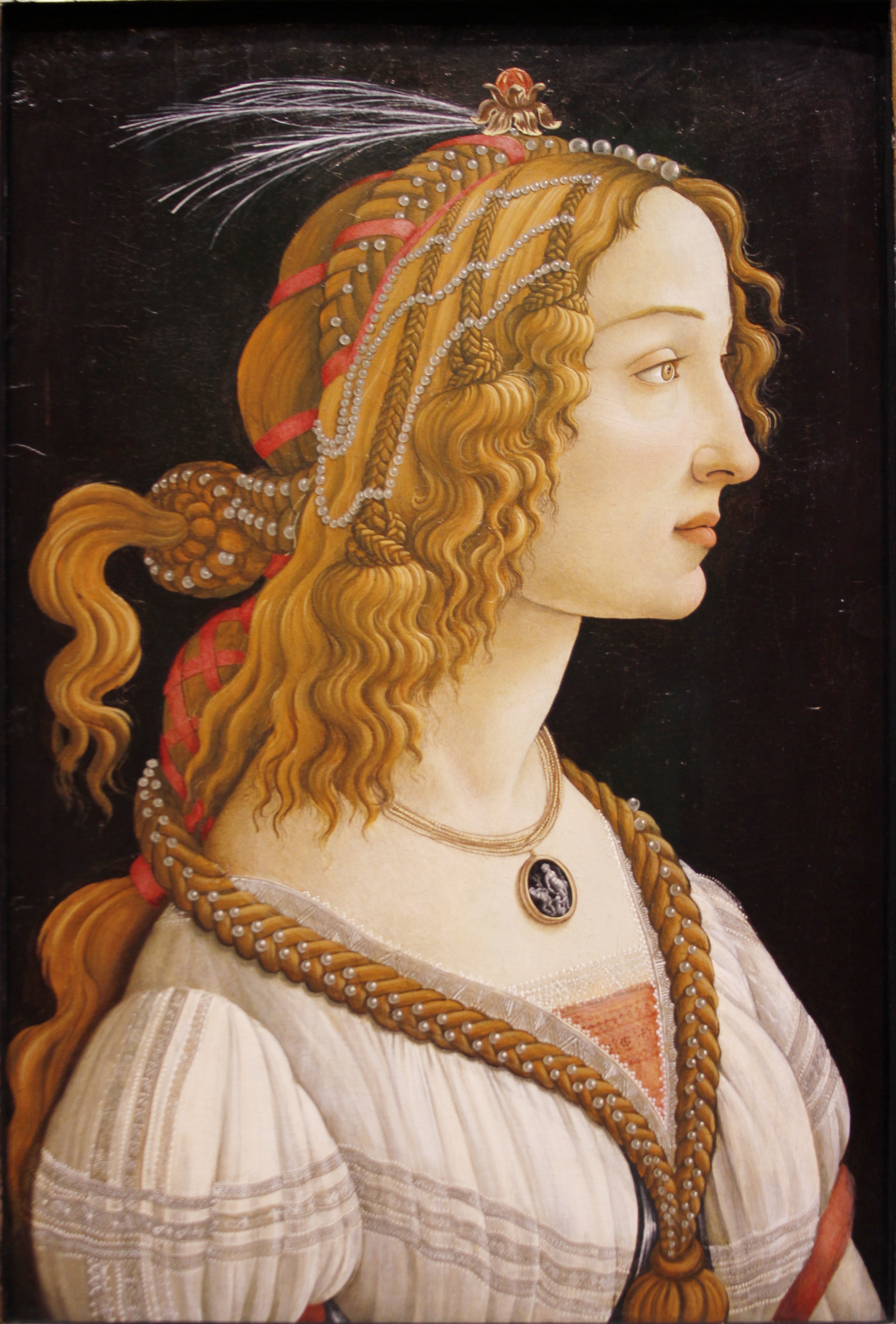
Portrait d'une jeune femme de Sandro Botticelli, vers 1480
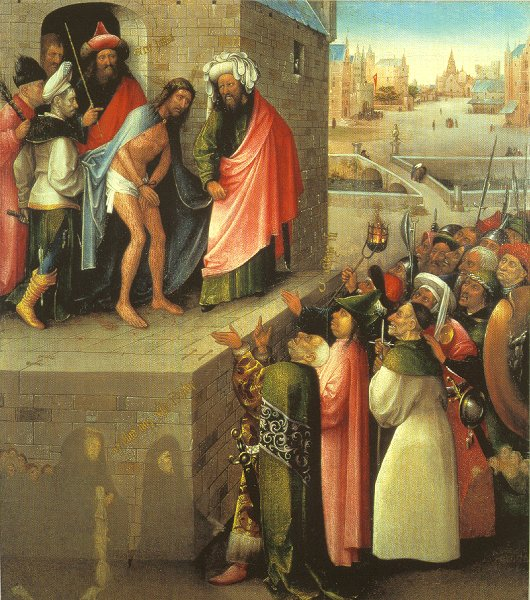
Ecce Homo de Jérôme Bosch, vers 1480/1490
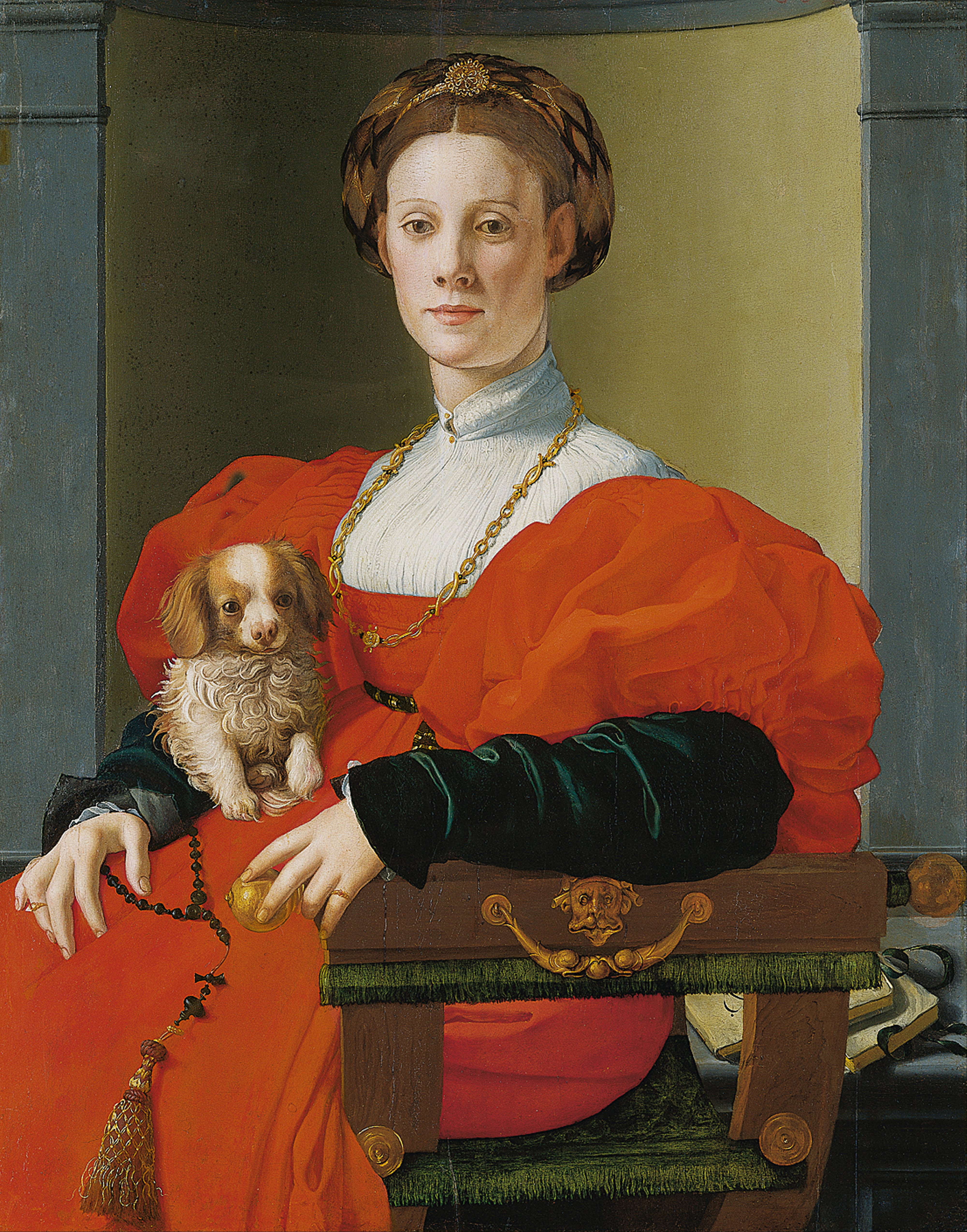
Bronzino : Portrait d'une Dame avec un petit chien
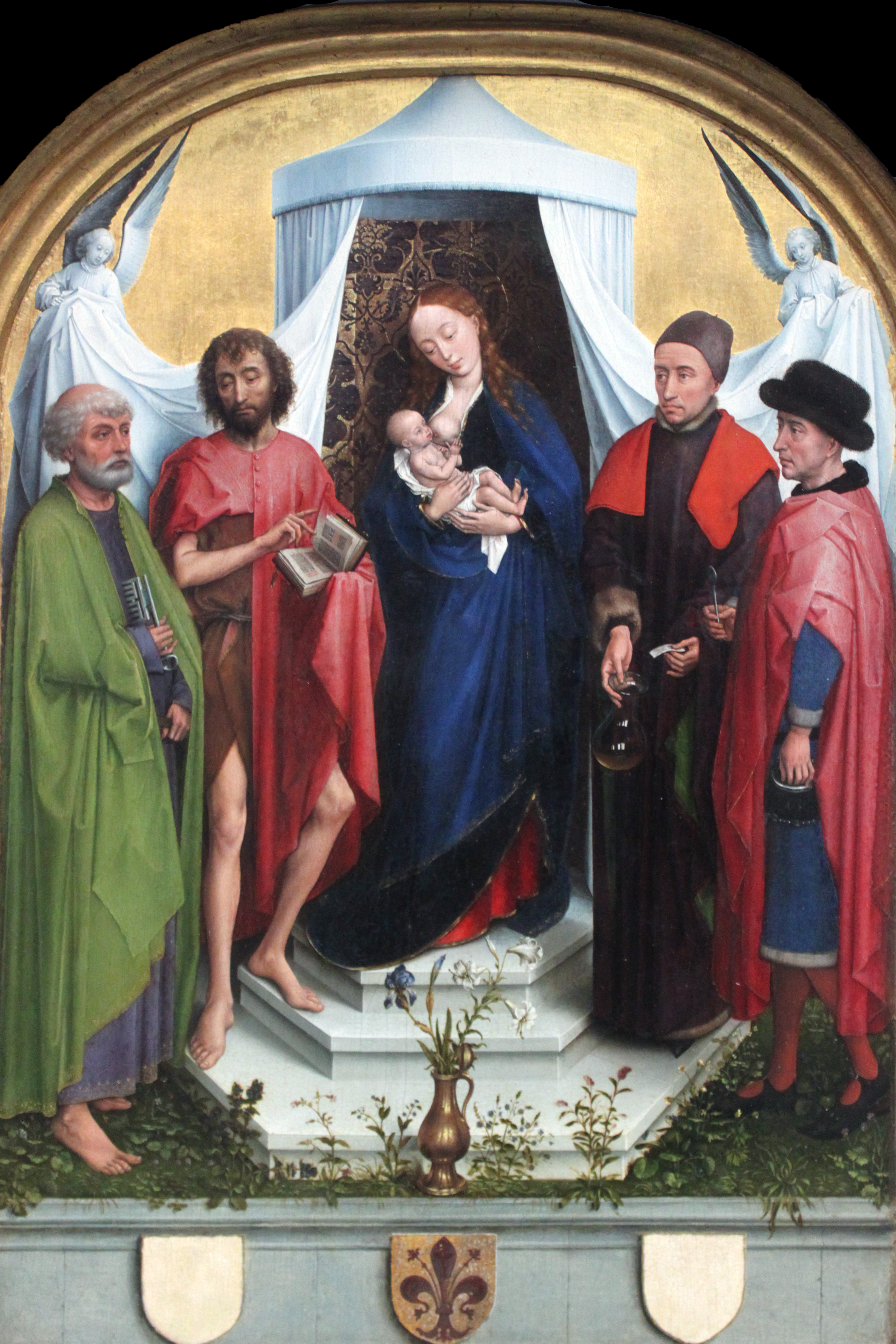
Madone des Médicis (Rogier van der Weyden)
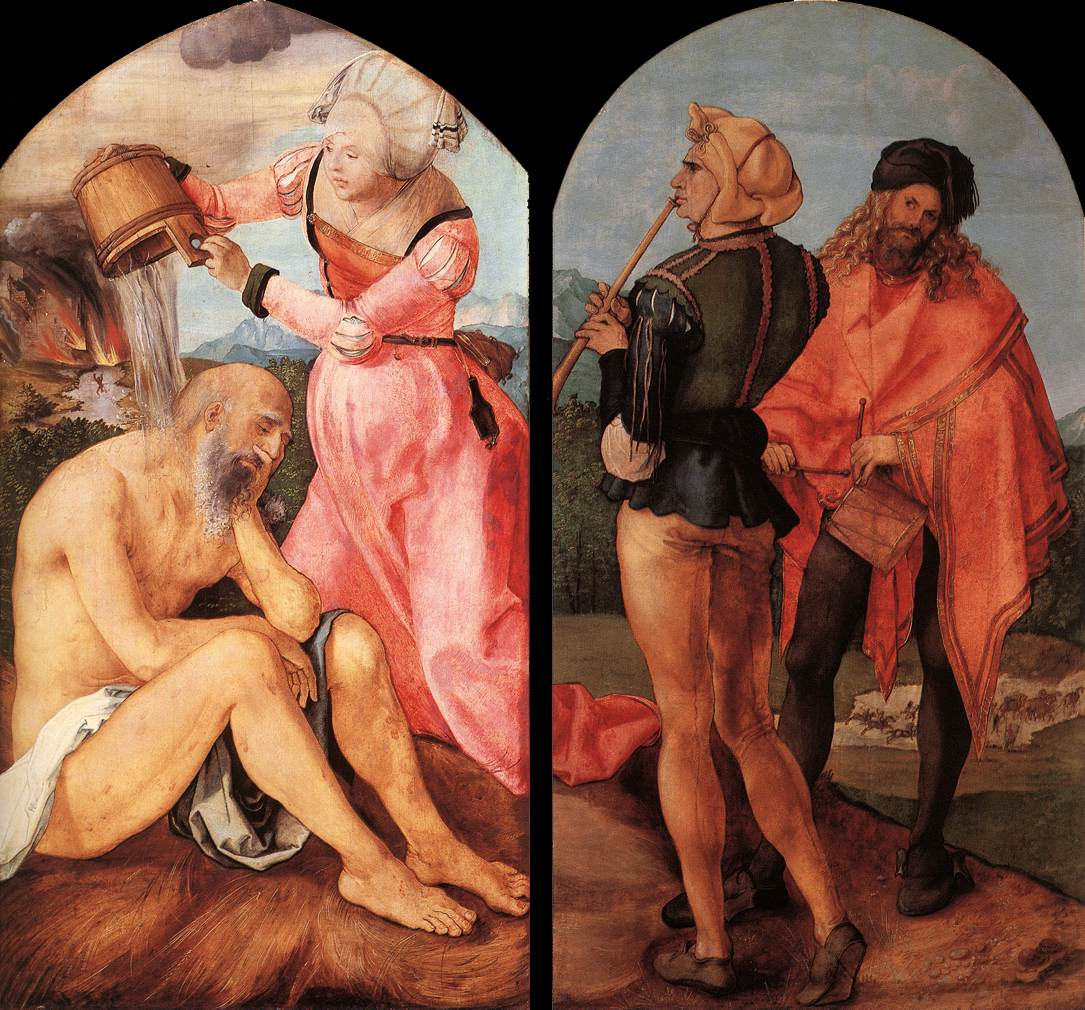
Albrecht Dürer : Retable Jabach
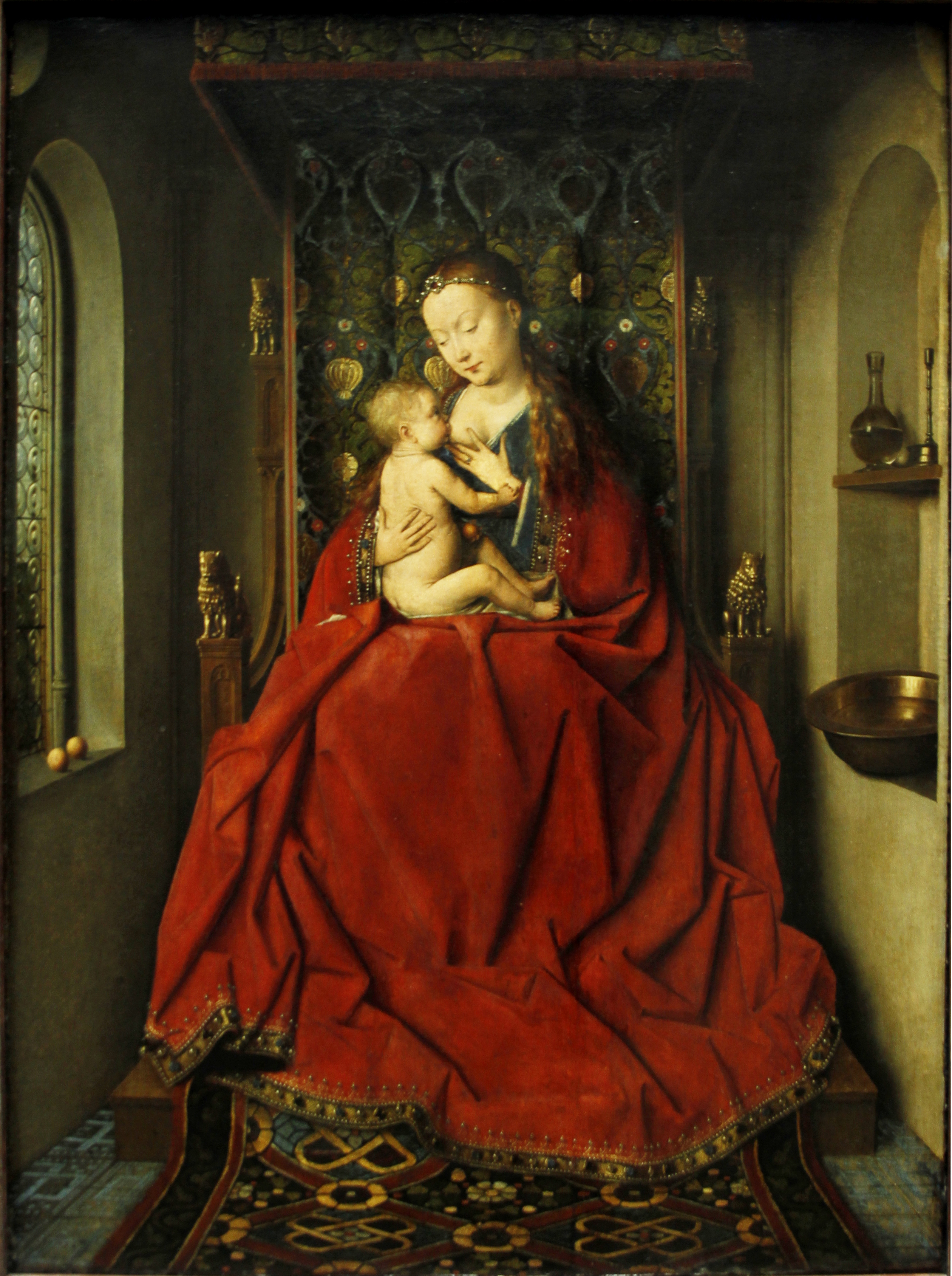
Jan van Eyck : la Vierge de Lucques
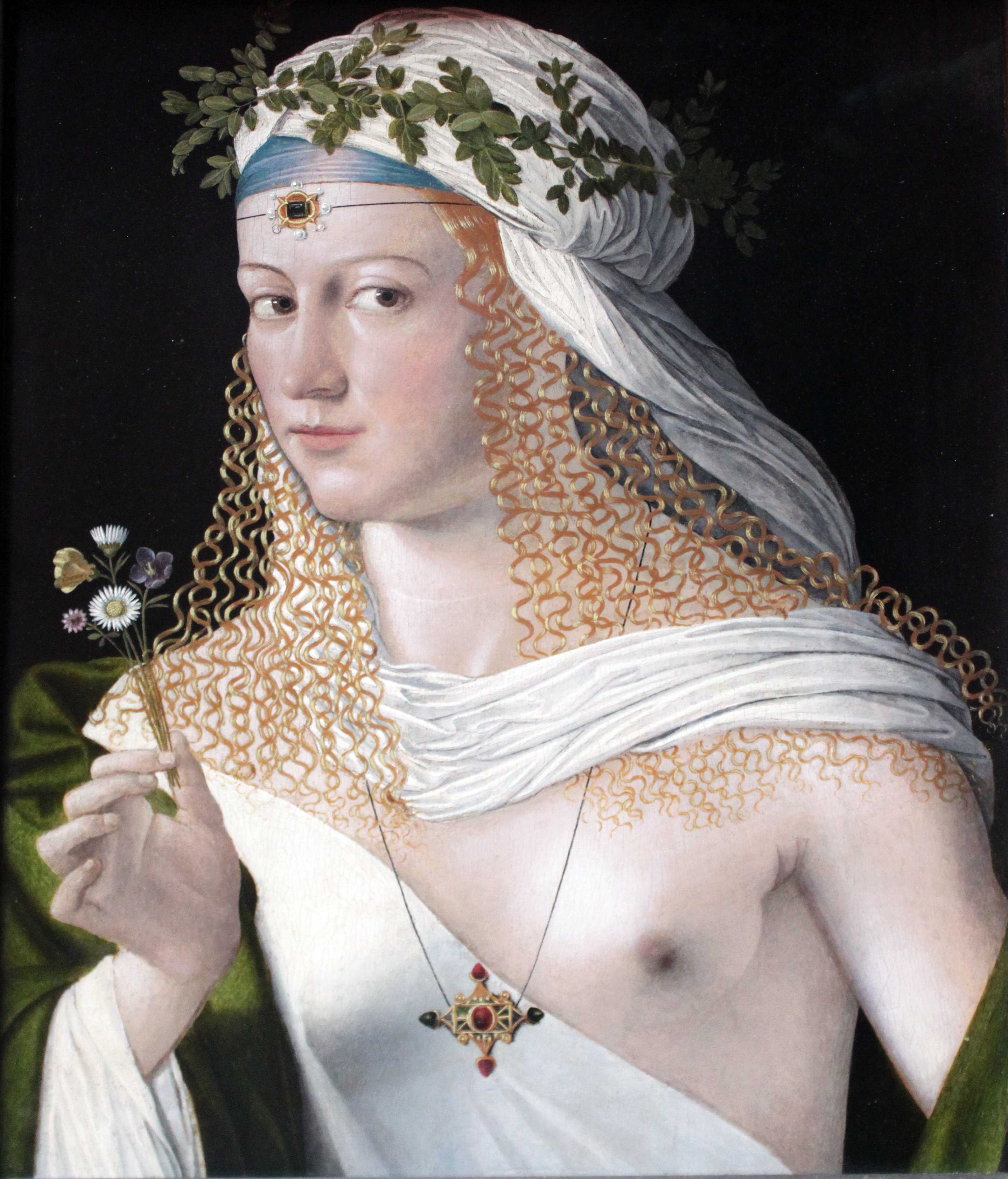
Bartolomeo Veneto : Portrait idéalisé d'une courtisane en Flore, vers 1520

### XVIIeetXVIIIesiècles

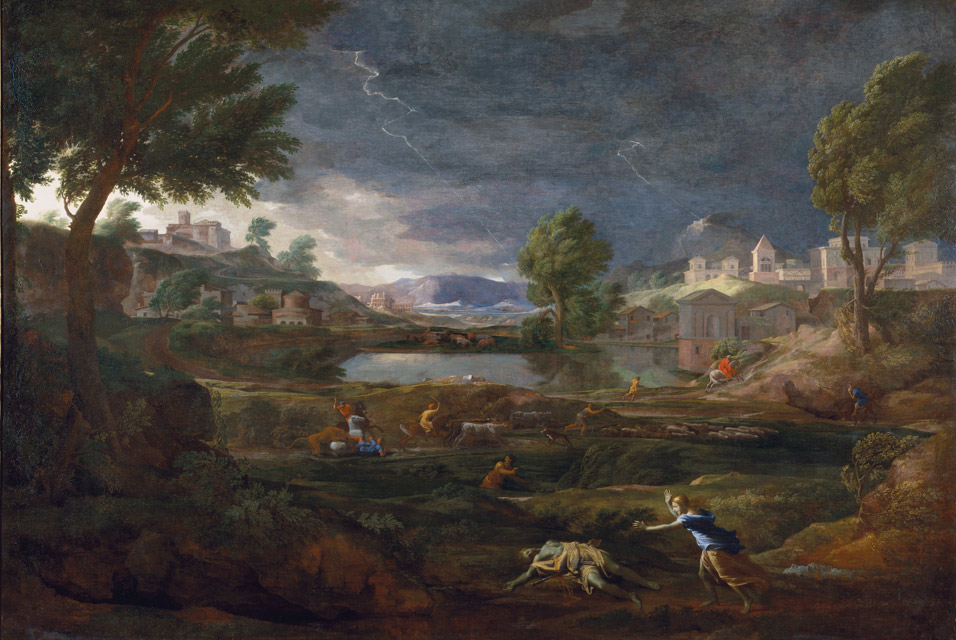
Nicolas Poussin, Paysage orageux avec Pyrame et Thisbé, 1651
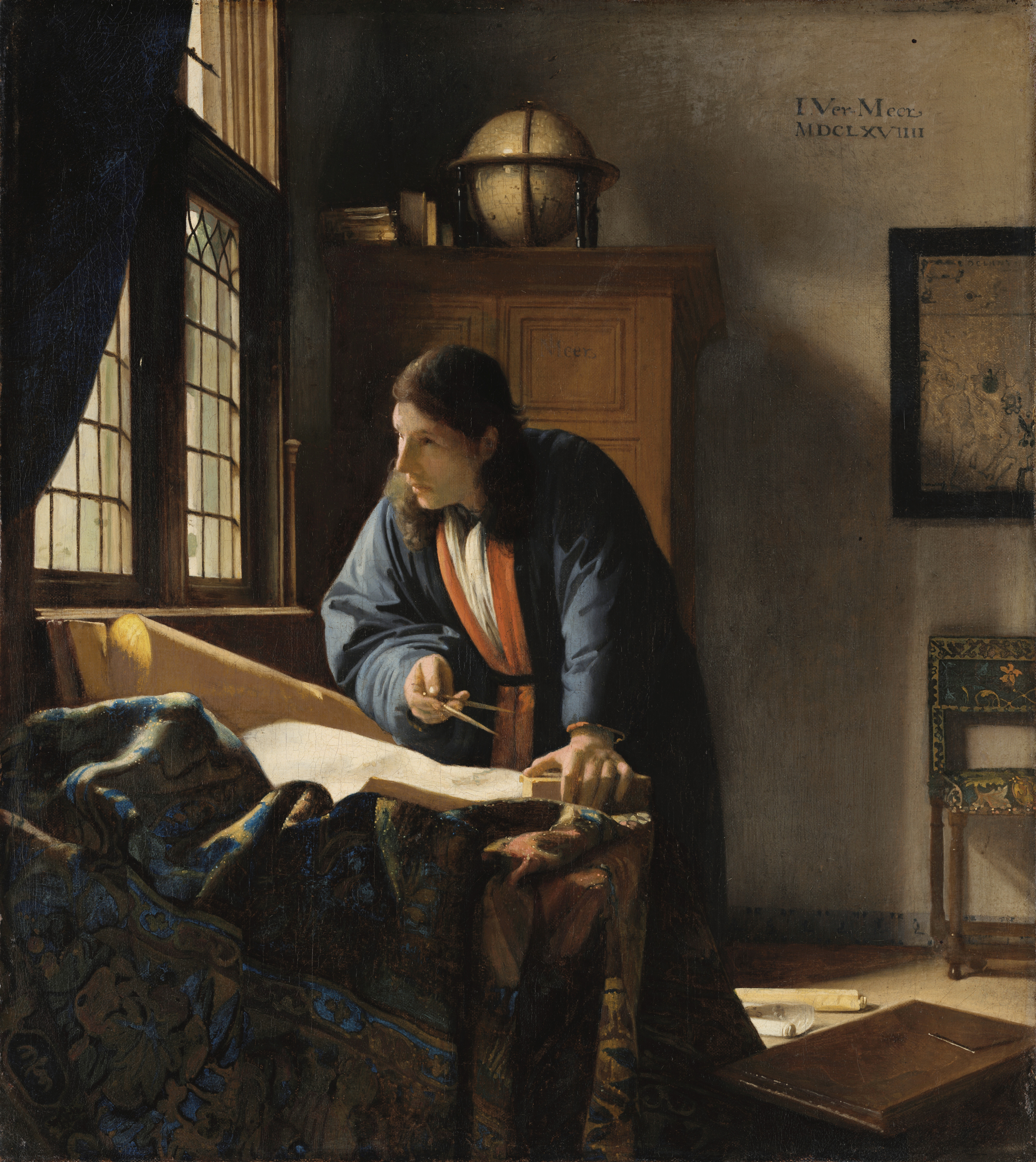
Jan Vermeer, Le Géographe, 1669
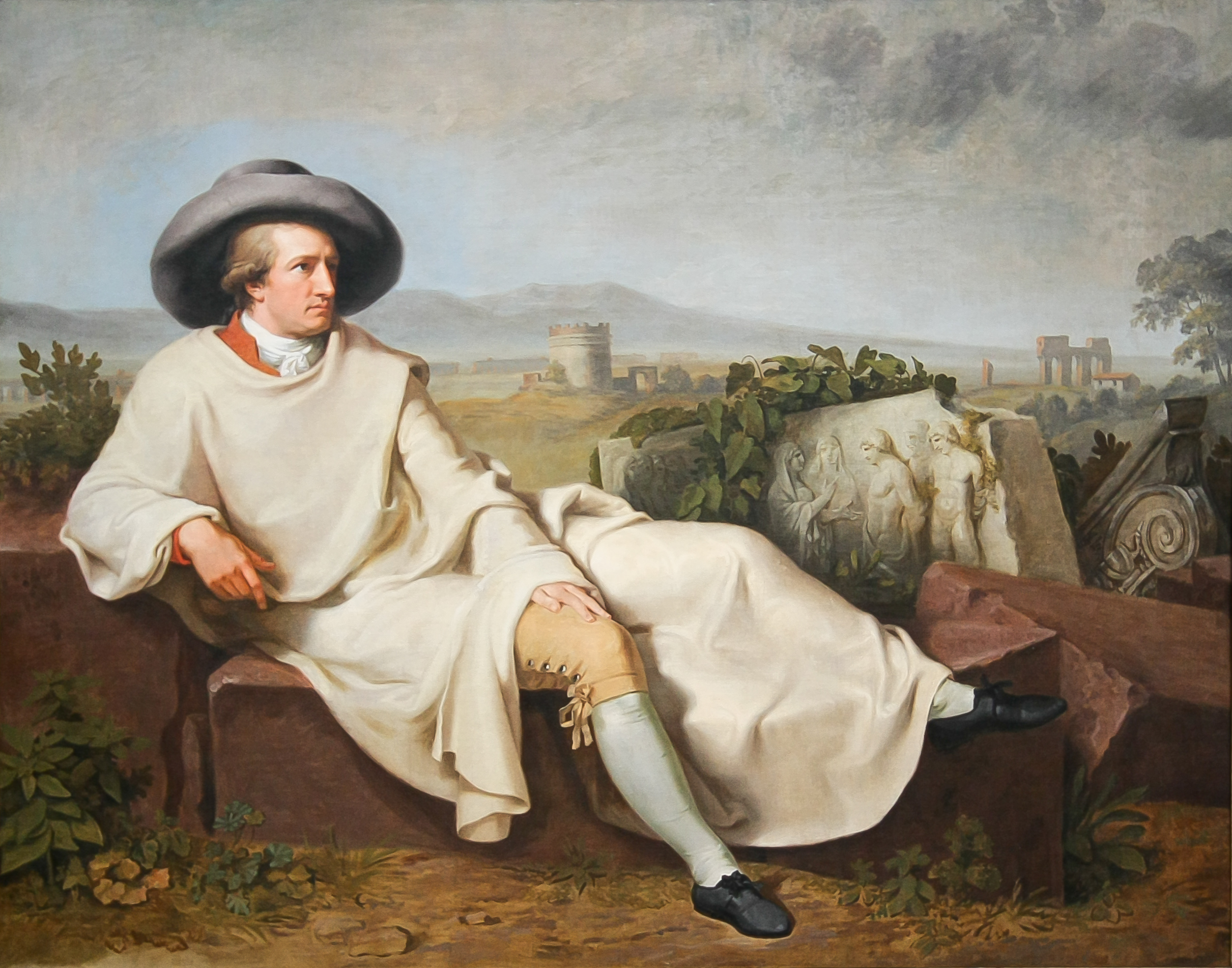
Johann Heinrich Wilhelm Tischbein, Goethe dans la campagne romaine, 1787
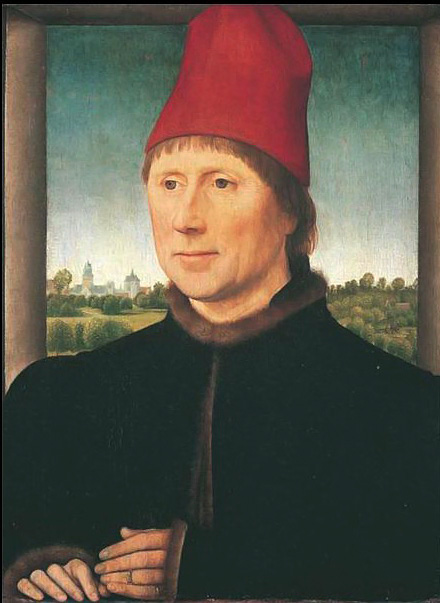
Hans Memling : Portrait de l'homme au bonnet rouge
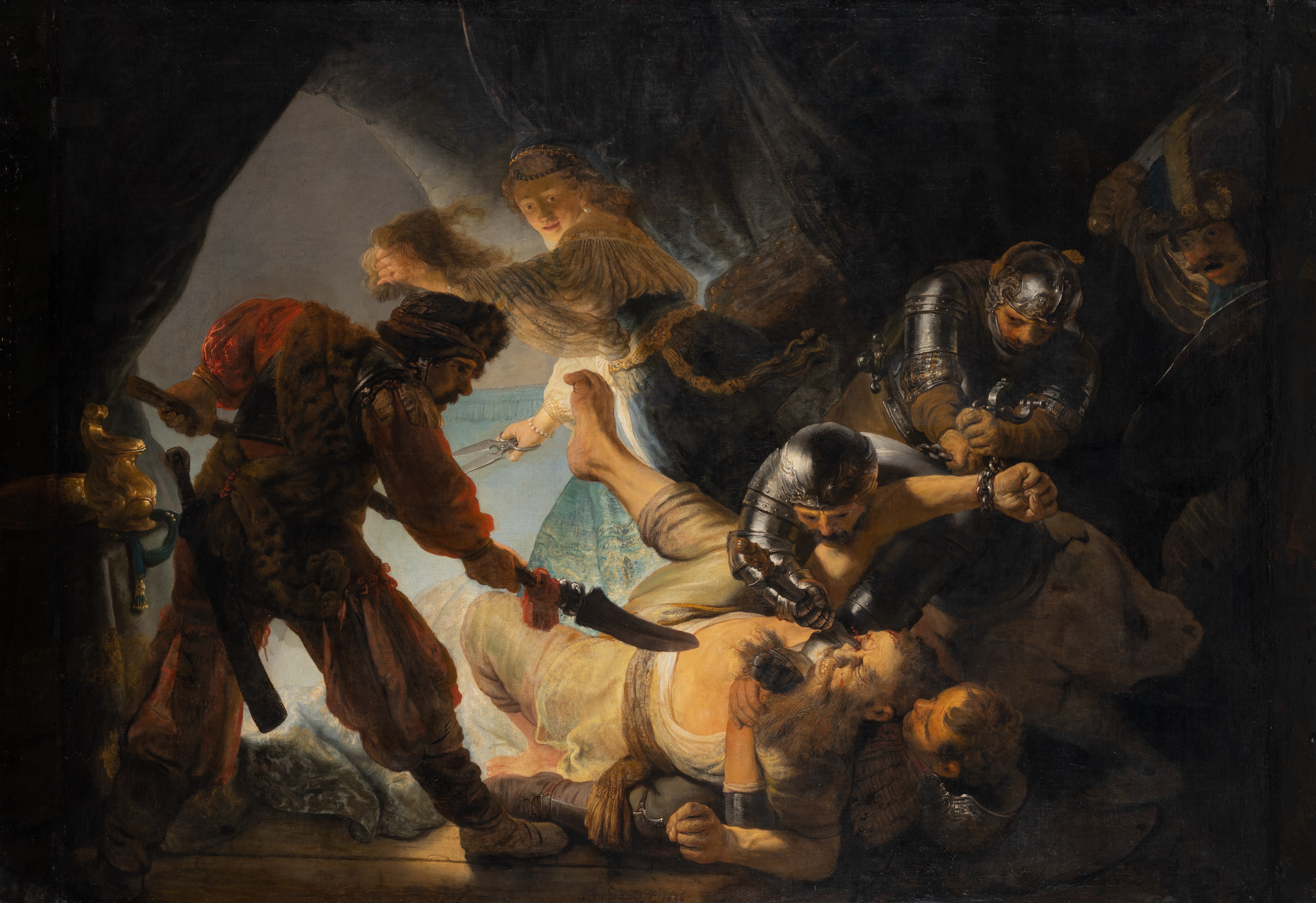
L'Aveuglement de Samson, par Rembrandt

### XIXesiècle

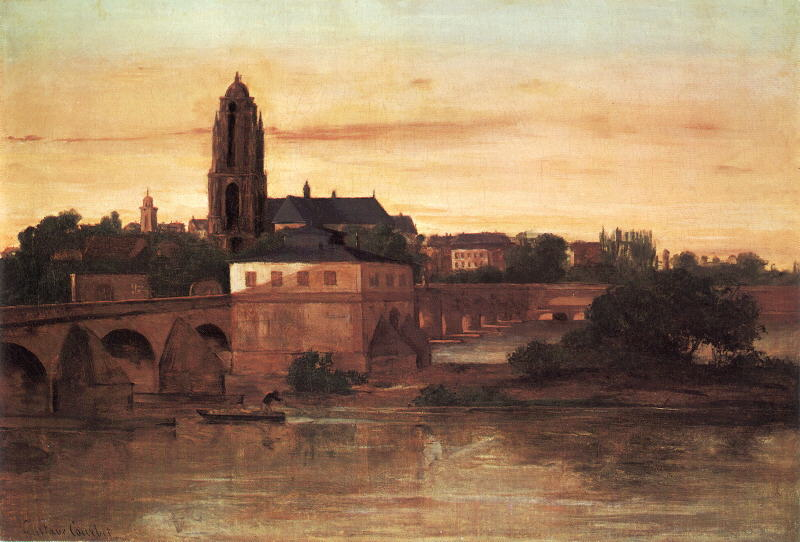
Vue de Francfort-sur-le-Main de Gustave Courbet, 1858
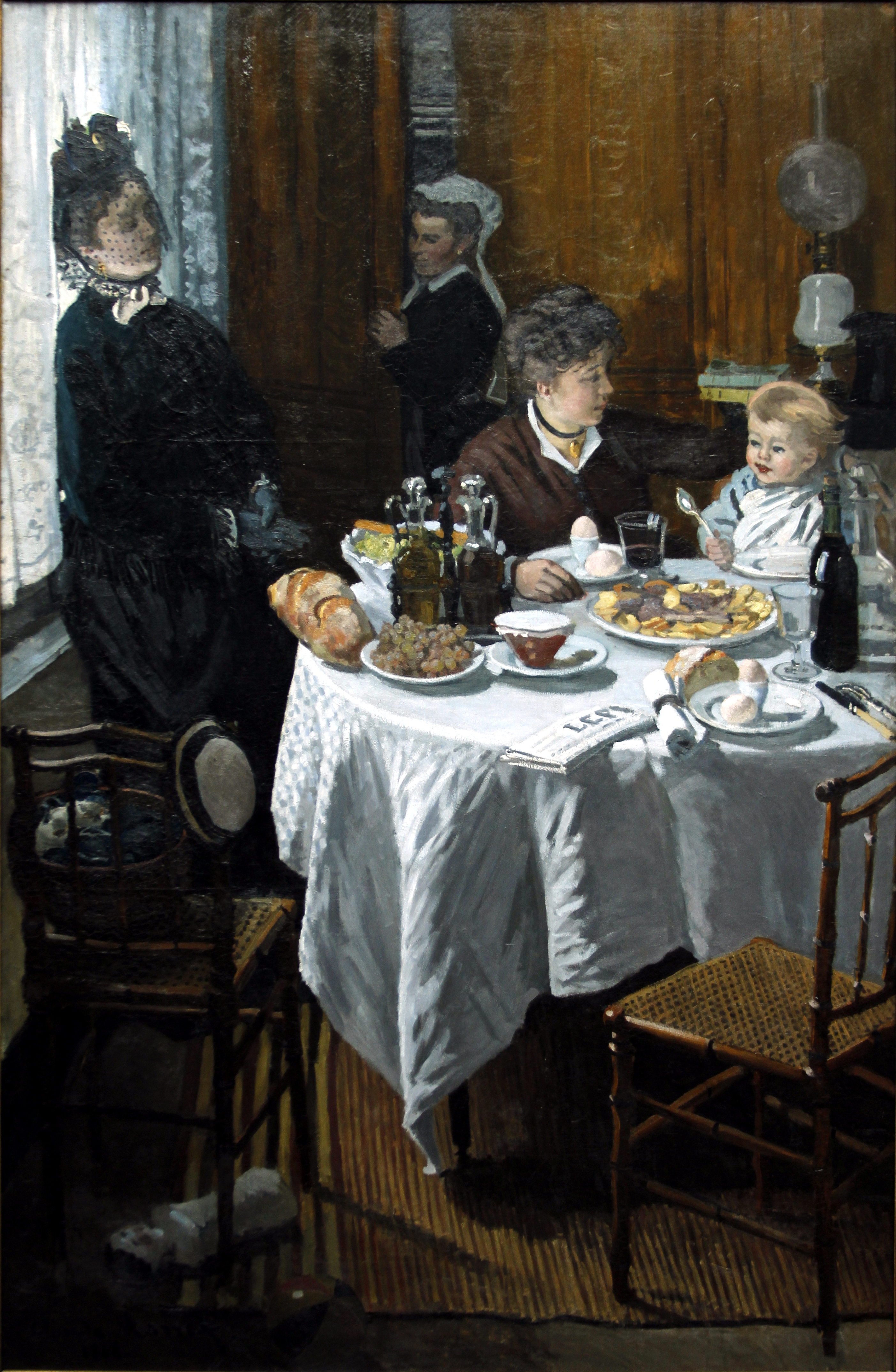
Le Petit-déjeuner de Claude Monet, 1868
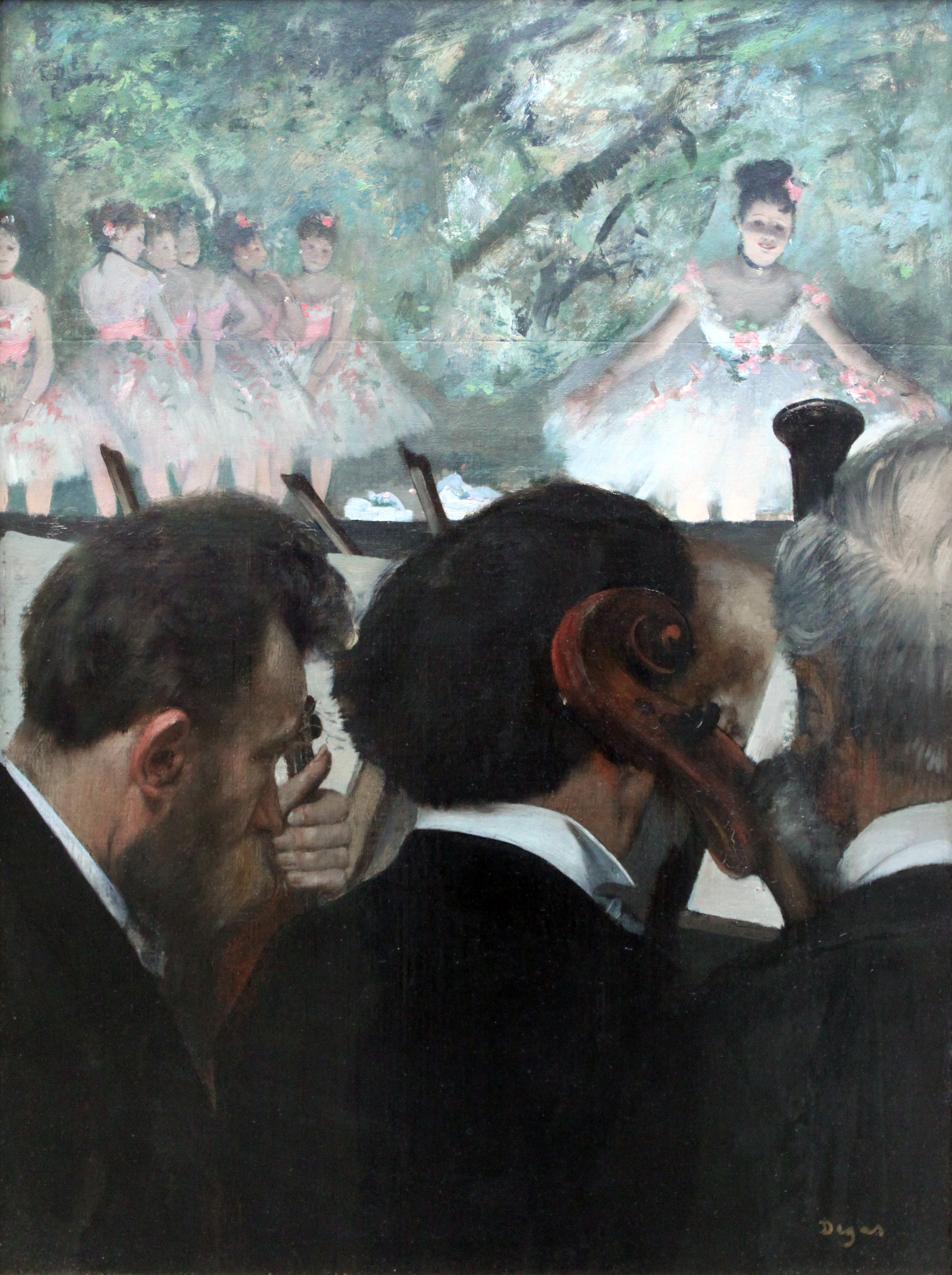
Edgar Degas, Musiciens à l'orchestre, 1872
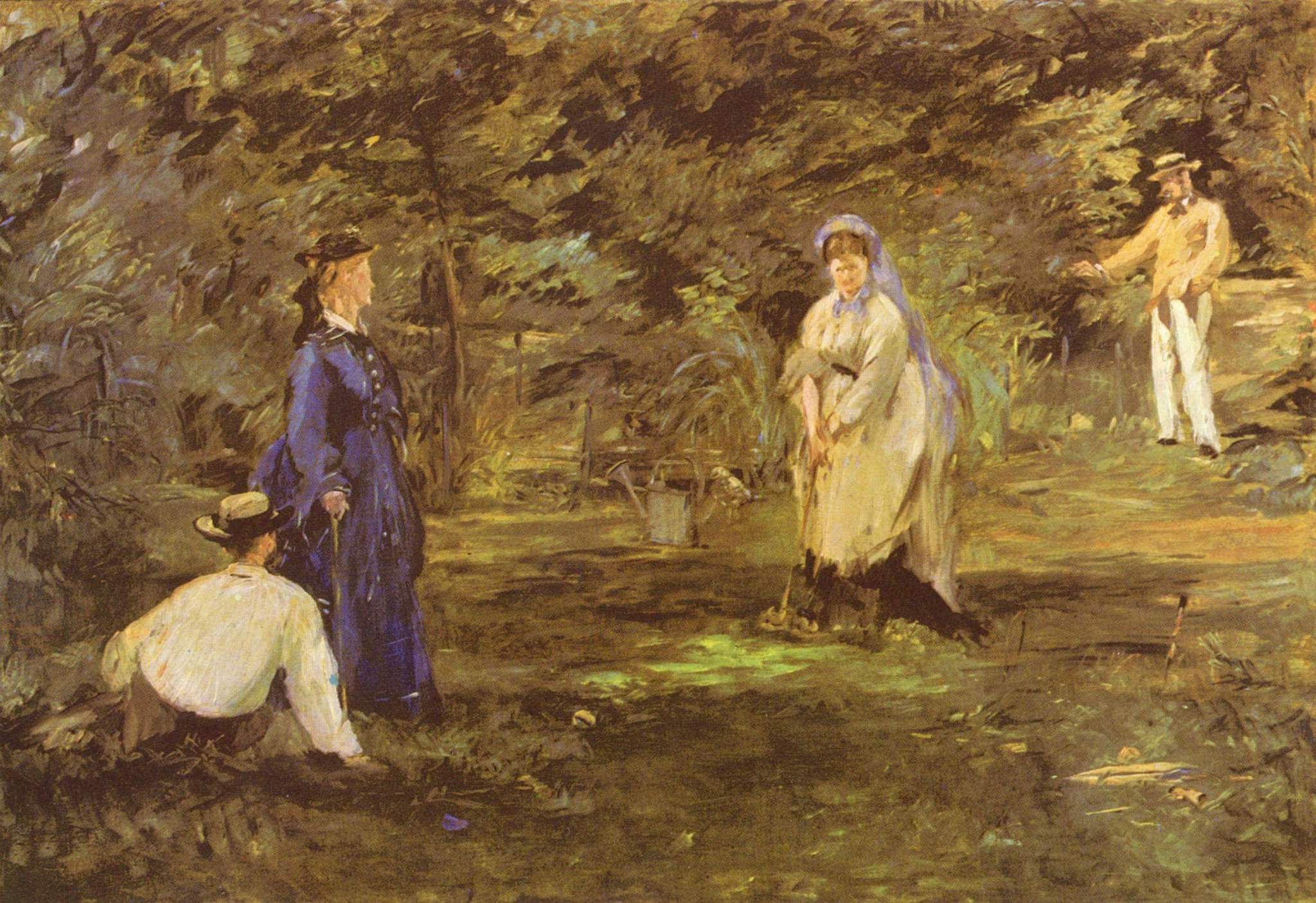
Édouard Manet, La Partie de croquet, 1873
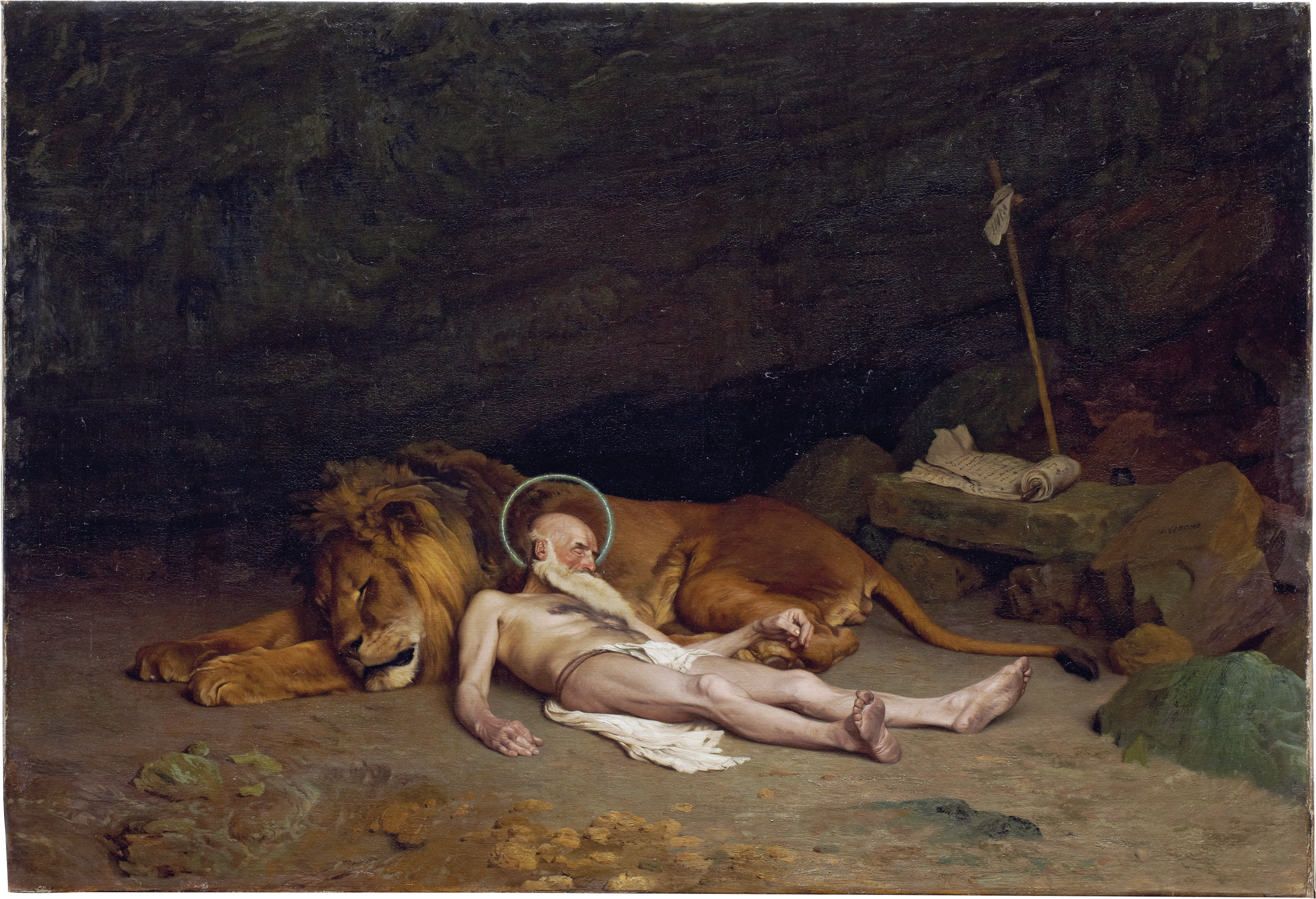
Jean-Léon Gérôme, Saint Jérôme, 1874